# 南知多町立内海中学校
南知多町立内海中学校（みなみちたちょうりつ うつみちゅうがっこう）は、かつて愛知県知多郡南知多町にあった公立中学校。
南知多町立内海小学校校区の生徒が通学する。

## 沿革
- 1947年（昭和22年）
  - 4月1日 - 内海町立内海中学校として開校。内海町立内海小学校などを仮校舎とする。
  - 4月7日 - 開校式を行う。
- 1948年（昭和23年）4月23日 - 内海町字柴井1番地に校舎を新築し、移転する。
- 1950年（昭和25年）4月1日 - 内海小学校の教室の一部を借用し、移転する。
- 1951年（昭和26年）11月3日 - 内海町字西浜田25番地[注釈 1]に校舎が完成し、移転する。
- 1955年（昭和30年）6月30日 - 校舎を増築する。
- 1959年（昭和34年）9月26日 - 伊勢湾台風による甚大な被害を受ける。
- 1961年（昭和36年）6月1日 - 内海町、豊浜町、師崎町、篠島村、日間賀島村が合併し、南知多町が発足する。同時に南知多町立内海中学校に改称する。
- 1964年（昭和39年）
  - 7月11日 - 校舎の痛みが酷いため、新校舎完成まで内海小学校の講堂を仮校舎とする。
  - 8月31日 - 現在地に新校舎（鉄筋コンクリート造）が完成し、移転する。
- 1965年（昭和40年）3月7日 - 屋内運動場が完成する。
- 1982年（昭和57年）2月 - 特別教室棟が完成する。
- 1988年（昭和63年）3月 - 現在の屋内運動場が完成する。
- 2023年（令和5年）3月 - 南知多町立豊浜中学校、南知多町立師崎中学校、南知多町立日間賀中学校と統合されて閉校。4月には4中学校を統合した南知多町立南知多中学校が開校。

## 交通アクセス
- 名鉄知多新線内海駅から徒歩約3分。

## 周辺施設
- 南知多町立内海小学校
- 南知多町役場内海サービスセンター
- 内海郵便局
- 知多信用金庫内海支店
- 千鳥ヶ浜・内海海水浴場
- 内海温泉
- 名鉄知多新線内海駅